# Musée de la vigne et du vin du Jura
Le Musée de la vigne et du vin d'Arbois, aménagé dans un château à Arbois dans le Jura, est un établissement consacré à l’histoire viticole de la région.
Il est installé dans le château Pécauld, un édifice médiéval du XIIIe siècle, remanié au XVIIIe siècle, classé au titre des Monuments Historiques. Ce château a joué un rôle majeur dans l’histoire locale, et son aménagement en musée en 1993 a permis d’exposer et de valoriser le patrimoine viticole de la région.
Il a reçu l'appellation Musée de France et participe, depuis 2020, au catalogue collectif des collections des musées de France Joconde.

## Présentation

### Historique
Les premières collections du musée ont commencé à être réunies dans les années 1970, lorsque des outils viticoles, des objets d'art religieux et des documents relatifs à la viticulture furent rassemblés.
Toutefois, ce n’est qu'en 1993 que ces collections trouvent leur place dans le château Pécauld, après sa restauration. Le musée a alors obtenu le label Musée de France,,.
En 2010, le musée a entrepris un vaste redéploiement de ses collections, rendant accessibles au public de nombreuses pièces qui étaient auparavant conservées dans des réserves.
Ce projet a été en partie rendu possible grâce à la générosité des habitants locaux, qui ont fait don d'objets historiques importants pour enrichir les expositions permanentes,.
Enfin, en 2020, le musée a rejoint le catalogue collectif Joconde, une base de données qui recense les collections des musées français, permettant ainsi une meilleure diffusion et visibilité de ses collections auprès d’un public plus large, tant au niveau national qu’international.

### Collections et activités pédagogiques
Les collections du musée sont centrées sur l’histoire de la viticulture et du travail de la vigne dans la région du Jura.
Elles incluent des outils viticoles, des objets relatifs aux pratiques religieuses et collectives des vignerons, ainsi que des documents sur les crises traversées par les communautés vigneronnes, comme l'épidémie de phylloxéra au XIXe siècle.
Le musée expose également des objets utilisés pour la production de vins emblématiques de la région tels que le Vin jaune, le Vin de paille et le Macvin.
La visite du musée commence au pied du château, dans des vignes reconstituées qui permettent aux visiteurs de découvrir les cépages typiques de la région, tels que le savagnin, le chardonnay, le poulsard et le trousseau. Ces vignes illustrent les travaux saisonniers des vignerons et servent de cadre à des visites éducatives.
Elle se poursuit à l’intérieur, dans des caves voûtées où sont présentées les différentes méthodes de vinification, dont certaines propres au terroir, à côté de l'outillage pour le travail de la vigne et du matériel vinaire (pressoirs, foudres, alambic) qui évolue avec le temps,,.
Dans les salles du rez-de-chaussée, sont évoquées les crises que les communautés vigneronnes ont traversées (comme le phylloxéra et les grèves de l’impôt), mais aussi les fêtes et les traditions locales (Fête du Biou, Percée du Vin Jaune, etc.), de même que des informations sur la vie du scientifique Louis Pasteur qui grandit et résida à Arbois.

### Expositions temporaires
Le musée propose régulièrement des expositions temporaires et des événements culturels.
En 2018, par exemple, une exposition dédiée aux archives de Louis Pasteur, natif d’Arbois, a mis en avant ses recherches sur la fermentation et ses contributions à la science du vin,,.
Le musée participe également aux Journées européennes du patrimoine, attirant de nombreux visiteurs curieux de découvrir les traditions viticoles de la région sous un autre angle.

## Fréquentation

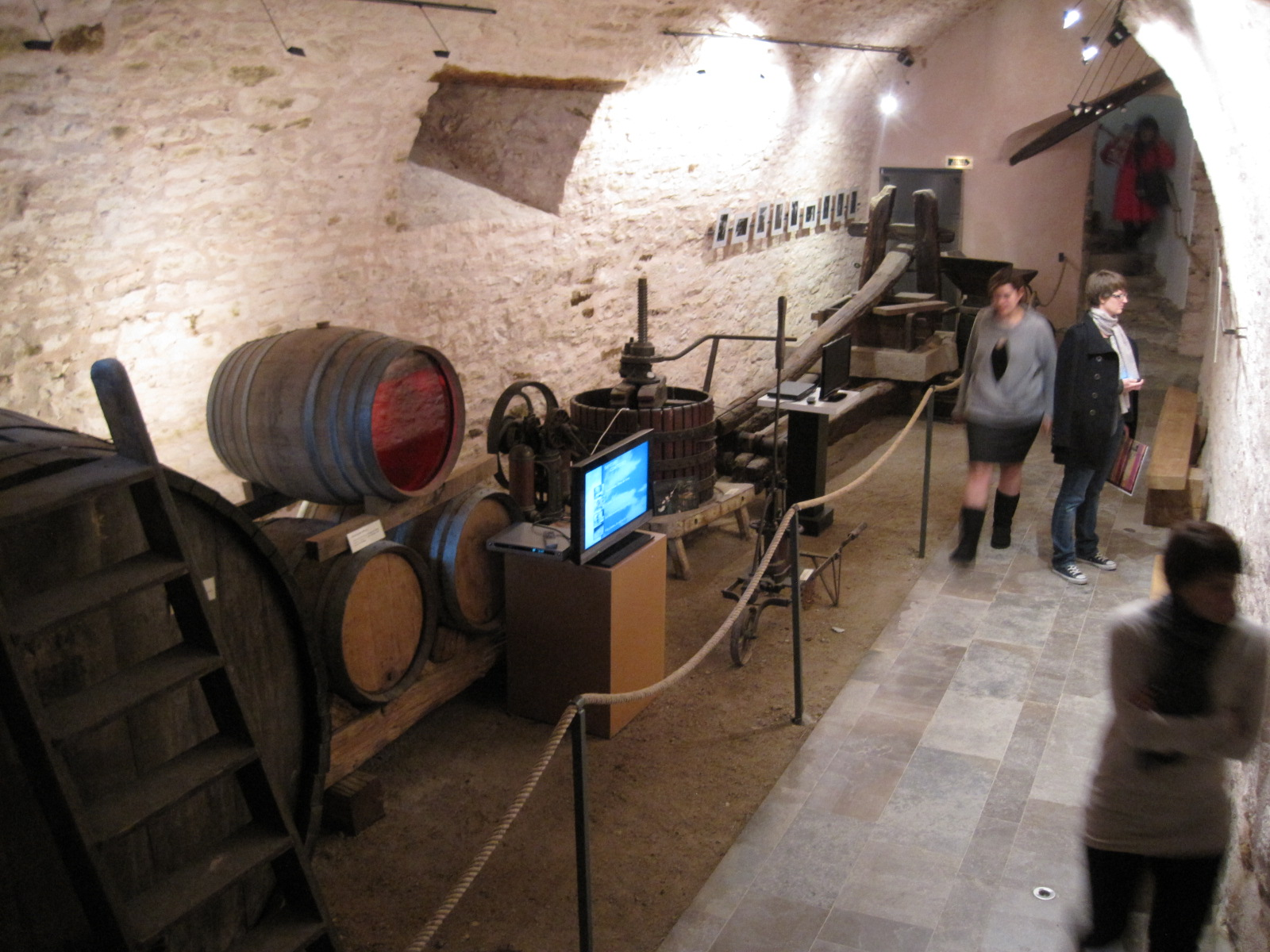
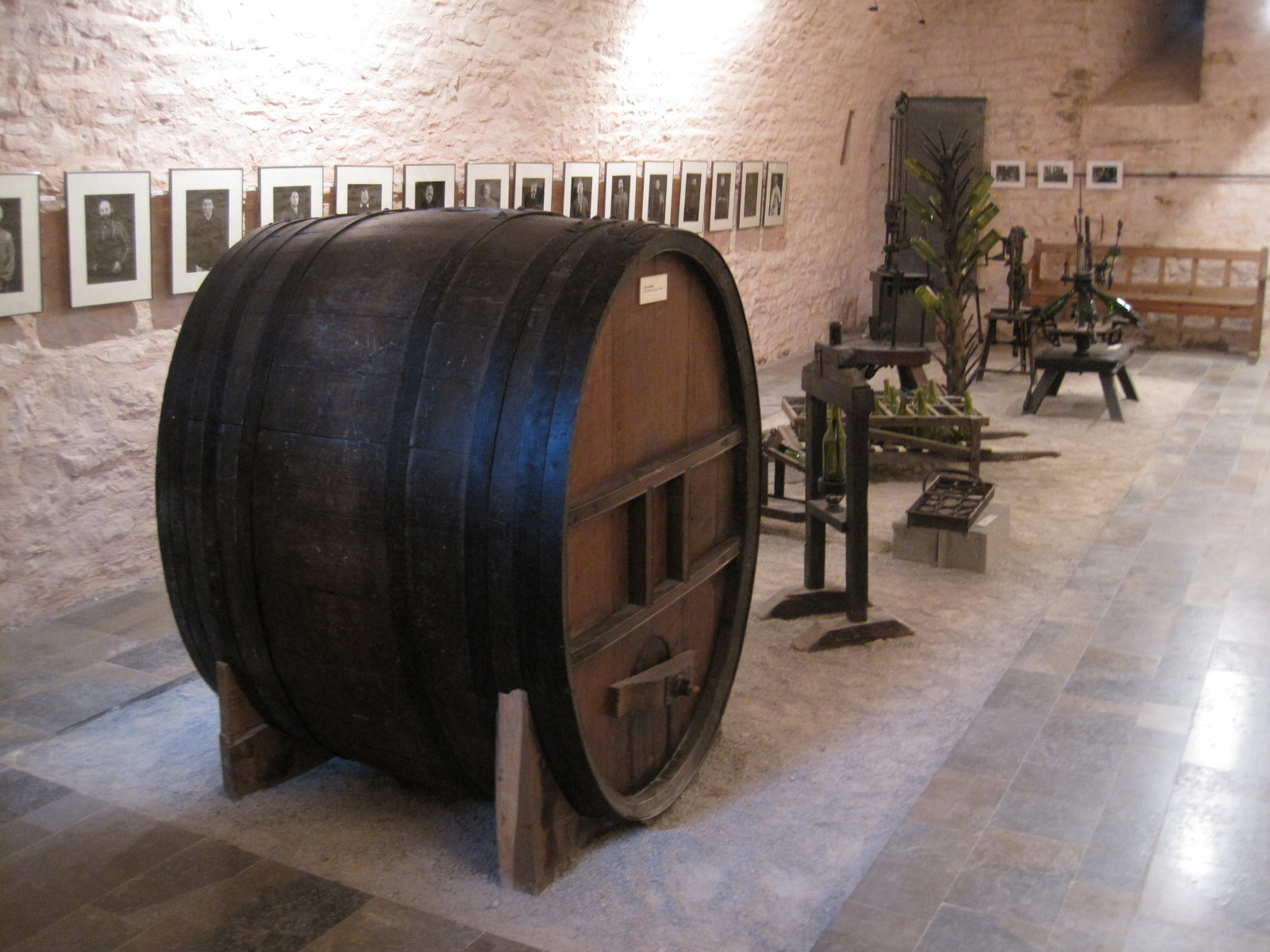
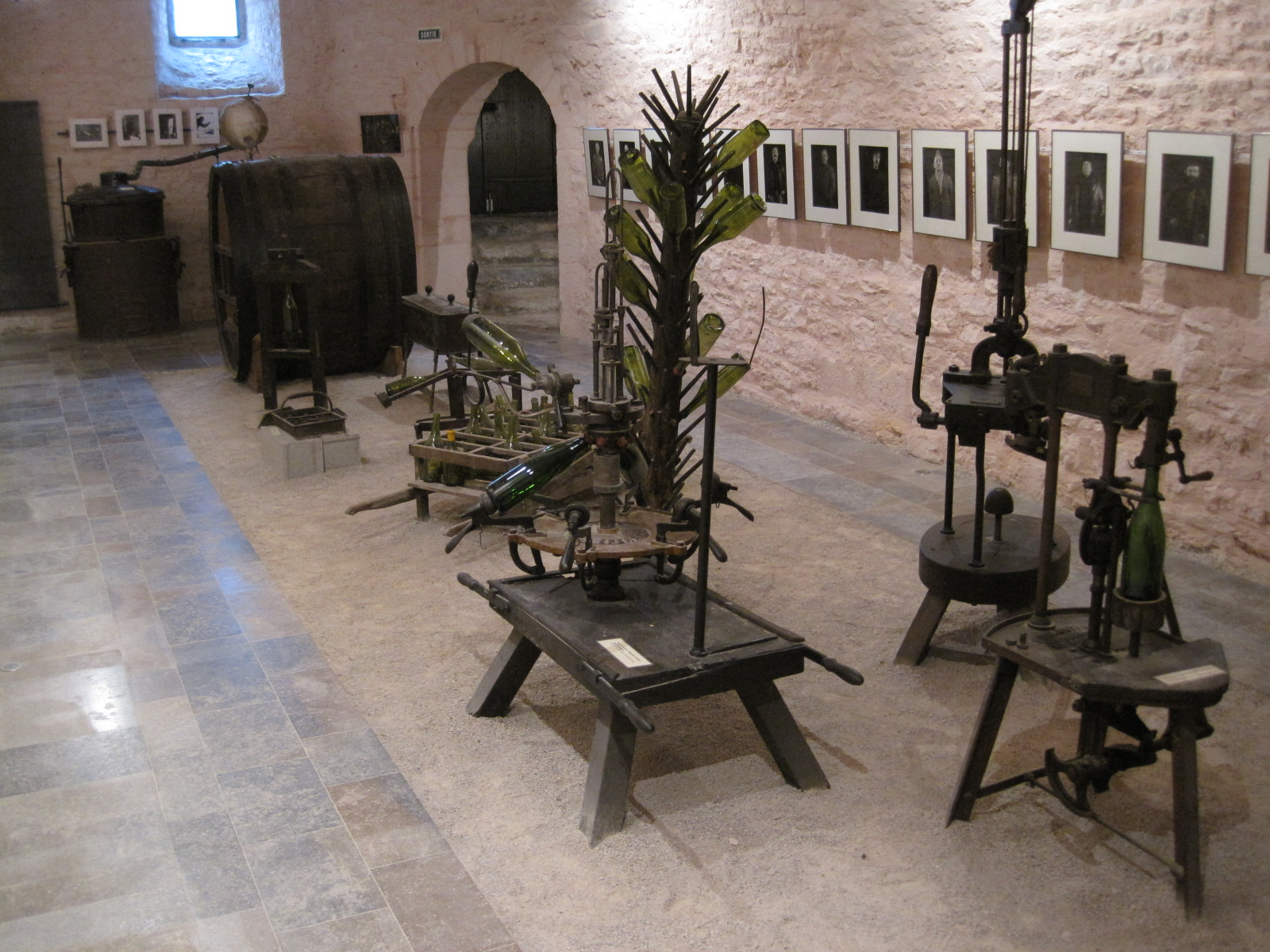

Le musée a reçu 4 421 visiteurs en 2012 et 6 371 en 2013.